# Metacaprella anomala
Metacaprella anomala är en kräftdjursart som först beskrevs av Mayer 1903.  Metacaprella anomala ingår i släktet Metacaprella och familjen Caprellidae. Inga underarter finns listade i Catalogue of Life.